# 鈕應斗
鈕應斗（？年—？年），字宿府，浙江秀水縣（今属浙江省嘉兴市）人。清朝政治人物。

## 生平
崇禎十五年（1642年）舉壬午科浙江鄉試，崇禎十六年（1643年）聯捷癸未科進士。官福建漳浦縣知縣。鼎革後，里居，杜門不出。

## 詩詞
鈕應斗工詩詞，有《平波臺》
積水明千鏡，中流峙此臺。
雲從湖岸落，浪涌寺門回。
柳外千帆去，沙邊一鳥來。
昔日題詠處，古壁滿莓苔。